# Marian Hermanowicz
Marian Stanisław Hermanowicz (ur. 13 stycznia 1947 w Baranach) – polski samorządowiec, od 2014 roku starosta powiatu koszalińskiego. Wcześniej w latach 1990–2014 pełnił urząd wójta Biesiekierza.       

## Życiorys
Jest synem Eleonory i Mariana. Posiada wykształcenie wyższe.

### Wójt Biesiekierza
W 1990 roku został wójtem Biesiekierza. Wstąpił do Polskiego Stronnictwa Ludowego. W wyborach samorządowych w 1994 i 1998 roku uzyskiwał reelekcję. W wyborach samorządowych w 2002 roku uzyskał reelekcję na stanowisku wójta uzyskując 1076 głosów (61,66%). W wyborach w 2006 roku ponownie został wójtem, otrzymał 1200 głosów (54,50%). W wyborach w 2010 roku otrzymał 1249 głosów (55,02%) uzyskując tym samym reelekcję w pierwszej turze. 
W marcu 2012 roku odbyło się bezskuteczne referendum w sprawie odwołania Hermanowicza z funkcji wójta. 996 osób był wówczas za odwołaniem, 78 osób przeciw, natomiast zabrakło ponad 300 głosów by referendum uznać za ważne. Przed wyborami w 2014 roku ogłosił, że nie będzie ubiegał się po raz kolejny o fotel wójta. Poparł wówczas kandydata PSL Andrzeja Leśniewicza i zapowiedział swój start do rady powiatu koszalińskiego.

### Starosta koszaliński
W wyborach samorządowych w 2014 roku uzyskał mandat radnego powiatu koszalińskiego kandydując z 1. miejsca list Polskiego Stronnictwa Ludowego. Otrzymał wówczas 578 głosów (8,76%). 4 grudnia tego samego roku rada powołała go na funkcję starosty. Zastąpił na tym miejscu Romana Szewczyka. Zawiązał wówczas koalicję z Platformą Obywatelską. W wyborach samorządowych w 2018 roku uzyskał reelekcję jako radny powiatu z wynikiem 720 głosów (8,29%). Po wyborach został ponownie wybrany starostą.

## Odznaczenia i wyróżnienia
- Odznaka Honorowa za Zasługi dla Samorządu Terytorialnego (2015)[19]